# Лоте Рейнигер
Шарлот (Лоте) Райнигер (2 юни 1899 – 19 юни 1981 г.) е немска филмова режисьорка и най-важният пионер в анимацията на силуета. Най-известните ѝ филми са „Приключенията на принц Ахмед“ от 1926 г. – смята се за един от най-старите оцелели пълнометражни анимационни филми – и Папагено (1935 г.). Райнигер създава първата форма на многопланова камера; 

## Биография

### Детство и юношество
Лота е родена в Шарлотенбург, район на Берлин, на 2 юни 1899 г., Като дете тя е очарована от китайското изкуство на хартиено рязане на куклен силует. Изгражда свой собствен куклен театър, за да може да поставя спектакли за семейството и приятелите си. 
Райнигер развива любов към киното, първо с филмите на Жорж Мелиес. след това филмите на актьора и режисьор Пол Вегенер, известен днес с „Голема“ (1920). През 1915 г. тя посещава лекция на Вегенер, която се фокусира върху фантастичните възможности на анимацията.  В крайна сметка Райнигер убеждава родителите си да ѝ позволят да се запише в актьорската група, към която принадлежи Вегенер. Девойката започва да прави силуетни портрети на различните актьори около себе си и скоро изработва сложни заглавни картички за филмите на Вегенер, много от които представят нейните силуети.

### Кариера
През 1918 г. Райнигер анимира дървени плъхове и създава анимираните интервюта за Der Rattenfänger von Hameln на Вегенер Поради работата ѝ върху филма, Райнигер е приета в Institut für Kulturforschung (Институт за културни изследвания), експериментално студио за анимация и късометражни филми. Именно тук тя се запознава с бъдещия си творчески партньор и съпруг (от 1921 г.), Карл Кох, както и с други авангардни художници, включително Ханс Кюрлис, Бертолт Брехт и Бертолд Бартош. 
Първият филм, режисиран от Райнигер, е Das Ornament des verliebten Herzens (Орнаментът на влюбеното сърце, 1919 г.), петминутна творба, илюстрираща двама влюбени и украшение, което отразява настроенията им. Филмът бива много добре приет,  и успехът му отвори много нови връзки за Райнигер в анимационната индустрия.
Тя прави шест късометражни филма през следващите няколко години, всички продуцирани и снимани от съпруга ѝ, През това време тя се озова в центъра на голяма група амбициозни немски аниматори, сред които Бартош, Ханс Рихтер, Уолтър Рутман и Оскар Фишингер. 
През 1923 г. с нея се свързва Луис Хаген с молбата да създаде пълнометражен анимационен филм. Има известни затруднения с това начинание. Както самата Райнигер споделя: „Трябваше дълго да мислим. Никога не бяхме чували за подобно нещо. Анимационните филми трябваше да накарат хората да реват от смях и никой не се беше осмелил да забавлява публика с тях повече от десет минути. Всички, на които говорихме в бранша за предложението, бяха ужасени.“ Въпреки всичко, резултатът е „Приключенията на принц Ахмед“, завършени през 1926 г., един от първите анимационни игрални филми, със сюжет, който представлява проява на истории от „Хиляда и една нощ“. Поради забавянето да намери дистрибутор обаче, експресионистичния стил на филма не отговаря съвсем точно с реализма, който се става популярен в киното през 1926 г. Днес „Приключенията на принц Ахмед“ е смятан за един от най-старите оцелели пълнометражни анимационни филми, ако не и най-старият. Счита се и за първата авангардна анимационна продукция.
Райнигер, при създаването на предшественика на първата многопланова камера за определени ефекти, предшества Уолт Дисни с цяло десетилетие. Над анимационната маса е поставена камера с ръчен затвор, за да се постигне това.
След успеха на принц Ахмед, Райнигер успява да направи втори филм. Doktor Dolittle und seine Tiere (Доктор Долитъл и неговите животни, 1928 г.) е базиран на първата от английските детски книги на Хю Лофтинг. Филмът разказва за пътуването на добрия доктор в Африка, за да помогне да се излекува болни животни.
Година по-късно Рейнигер режисира първия си игрален филм – Die Jagd nach dem Glück (Преследването на щастието, 1929 г.) – приказка за трупа на кукла в сянка. Във филма участват Жан Реноар и Бертолд Бартош. Освен това включва и 20-минутно силуетно изпълнение на Райнигер. За съжаление издаването му се забавя до 1930 г., за да дублира с гласове от различни актьори – резултатът е разочароващ. 
Райнигер се опита да направи трети анимационен филм, вдъхновен от операта на Морис Равел L'enfant et les sortilèges (Детето и омаяните неща, 1925 г.), но не успява да придобие права над музиката на Равел. Накрая Лоте изоставя проекта, въпреки че е анимирала някои сцени, за да убеди потенциалните поддръжници и носителите на права. 
Райнигер работи над няколко филма с британския поет, критик и музикант Ерик Уолтър Уайт, който написва есе за работата ѝ. 

### Емиграция от Германия и по-късен живот
С възхода на нацистката партия Рейнигер и Кох решават да емигрират (и двамата участват в лявата политика),  но установяват, че никоя друга държава няма да им даде постоянни визи. В резултат на това двойката прекара годините 1933 – 1944 г., местейки се постоянно. С излизането на звуковия филм, Райнигер и съпругът ѝ започват да работят с музика във връзка с анимацията.. Успяват да направят 12 филма по време на този период, най-известния, от които, е Кармен (1933) и Папагено (1935), и двата базирани на популярни опери.. Когато започва Втората световна война, те остават в Рим до 1944 г., след което се преместват обратно в Берлин, за да се грижат за болната майка на Рейнигер.  При управлението на Хитлер, Райнигер е принудена да прави пропагандни филми за Германия. Трябва да работи при строги и ограничаващи условия, за да угоди на германската държава.
С Луис Хаген-младши (син на финансиста на Райнигер при създаването на „Принц Ахмед“) те основават Primrose Productions през 1953 г. и през следващите две години произвеждат повече от дузина филми с къси силуети, базирани на „Приказките на братя Грим“
Райнигер прави още три филма, последният от които „Die vier Jahreszeiten“, е завършен годината преди да умре. 
Райнигер умира в Деттенхаузен, Германия, на 19 юни 1981 г., точно след 82-рия си рожден ден. 

## Стил на рисуване
Райнигер има особен стил в своите анимации, много различен от другите художници през 20-те и 30-те години
Особено през 20-те години героите са склонни да разчитат на изражението на лицето, за да изразяват емоции или действие, докато героите на Райнигер разчитат на жестовете си. Т
Героите на Райнигер обикновено не са анатомично коректни, но са в състояние да изразят плавност, което е много важно за нейния стил на експресионизъм.

## Въздействие
Въпреки че за всички следващи създатели на анимационни приказки може да се твърди, че са били повлияни от Райнигер, Бруно Дж. Бьотж вероятно е този, който е направил най-категоричните препратки към нейната творба.
Фантазия на Дисни използва стила на Райнигер.
Започвайки с формата на силуета в телевизионния сериал „Ciné si“ от 1989 г., френският аниматор Мишел Окелот използва много от техниките, създадени от Райнигер.
Във филма от 2010 г. Хари Потър и Даровете на смъртта – част 1, аниматорът Бен Хибон използва стила на анимация на Райнигер в късометражния филм, озаглавен „Приказката за тримата братя“. 

## Наследство
Общинският музей в Тюбинген съхранява голяма част от нейните оригинални материали. Освен това, музеят е и е домакин на постоянна изложба „Светът в светлината и сянката: силует, театър на сенките“.  Filmmuseum Düsseldorf съхранява и много материали, използвани за създаването на творчеството на Райнигер, включително нейната анимационна маса Колекции, свързани с нея, също се съхраняват в Националния архив на БФИ. 